# جاكلين وليامز
جاكلين وليامز (4 مارس 1976 في جامايكا - ) (بالإنجليزية: Jacqueline Williams)‏ هي لاعبة كريكت جامايكية.

## وصلات خارجية
- جاكلين وليامز على موقع إي آس بي آن كريك إنفو (الإنجليزية)